# Куркино (Татарстан)
Куркино — деревня в Кукморском районе Татарстана. Входит в состав Нырьинского сельского поселения.

## География
Находится в северо-западной части Татарстана на расстоянии приблизительно 16 км на запад по прямой от районного центра города Кукмор.

## История
Известна с 1678 года.

## Население
Постоянных жителей было: в 1782 — 76 душ мужского пола, в 1859—259, в 1897—366, в 1908—446, в 1920—440, в 1926—400, в 1938—472, в 1949—362, в 1958—227, в 1970—176, в 1979—131, в 1989—112, 111 в 2002 году (удмурты 100 %), 90 в 2010.